# Тъмната арена
Тъмната арена е първият роман на Марио Пузо и е издаден през 1955 г.

## Сюжет
Внимание:  Текстът по-долу разкрива сюжета на произведението (или части от него)!
След завръщането си у дома от фронта на Втората световна война, Уолтър Моска става твърде неспокоен от живота си като цивилен американец. Затова се завръща в Германия, за да намери жената, която обичал и да започне битието си в опустошената от войната страна. Но пред Моска се простира тъмен пейзаж на поражение и интрига, докато бива погълнат от покваряващите влияния на враждебната обстановка. Сега той навлиза в друг тип война, в която трябва да вземе съдбоносно решение – да избере между любовта и амбицията, страстта и алчността, живота и смъртта.